# Conflicto del delta del Níger
El conflicto del delta del Níger es un conflicto que comenzó debido a las tensiones entre poblaciones autóctonas ogoni e ijaw, y empresas petroleras internacionales como Shell. Con el asesinato de cuatro líderes del MOSOP, nueve líderes ogoni fueron arrestados y sentenciados a muerte en 1995. En 1997 un conflicto por la ciudad de Warri entre los itsekiri e ijaw, dio inicio a la segunda fase del conflicto, que terminó con la democratización de Nigeria desde 1999.
En el 2003, se dieron insurrecciones de grupos armados en la zona, comenzando con la tercera y actual fase del conflicto. La inestabilidad étnica y política estalló nuevamente en 2007. La competencia por el control del petróleo, ha llevado a la violencia entre los innumerables grupos étnicos, lo que ha conllevado la militarización completa del área, formándose milicias tribales y un aumento de la presencia de la policía y fuerzas armadas nigerianas, en particular la MOPOL. Las víctimas de crímenes, tienen miedo de buscar la justicia por delitos cometidos en contra de ellos debido a la creciente "impunidad penal" para los individuos responsables de graves violaciones de los derechos humanos, lo que ha creado un ciclo devastador de conflictos y violencia cada vez mayores.
A partir de 2004, la violencia golpeó a la industria petrolera con piratería y secuestros. En 2009, un programa de amnistía presidencial acompañado por apoyo y capacitación de exmilitares resultó ser un éxito.

## Trasfondo
Nigeria, después de casi cuatro décadas de producción de petróleo, a principios de la década de 1980 se había vuelto dependiente económicamente casi por completo de la extracción de petróleo, que en ese momento generaba el 25% de su Producto interno bruto. Desde entonces, esta porción ha aumentado al 60%, a partir de 2008. A pesar de la gran riqueza creada por el petróleo, los beneficios han tardado en llegar a la mayoría de la población, que desde la década de 1960 se ha visto cada vez más obligada a abandonar sus tradicionales prácticas de la agricultura. La producción anual de cultivos comerciales y alimentarios se redujo significativamente en las últimas décadas del siglo XX. La producción de cacao se redujo en un 43 %, por ejemplo; Nigeria fue el mayor exportador de cacao del mundo en 1960. La producción de caucho cayó un 29 %, algodón un 65 % y cacahuate un 64 %.
Si bien muchos nigerianos calificados y bien pagados han sido empleados por corporaciones petroleras, la mayoría de los nigerianos y más especialmente la gente de los estados del delta del Níger y el extremo norte se han empobrecido desde la década de 1960.
La región del Delta tiene una población en constante crecimiento estimada en más de 30 millones de personas en 2005 y representa más del 23% de la población total de Nigeria. La densidad de población también se encuentra entre las más altas del mundo, con 265 personas por kilómetro cuadrado, según la Comisión de Desarrollo del Delta del Níger. Esta población se está expandiendo a un rápido 3% por año y la capital petrolera, Port Harcourt, y otras ciudades grandes también están creciendo rápidamente. La pobreza y la urbanización en Nigeria están creciendo, y la corrupción oficial se considera un hecho de la vida. El escenario resultante es uno en el que la urbanización no trae consigo un crecimiento económico que genere puestos de trabajo.

## Conflicto de los ogonis (1992-1995)
Ogonilandia es una región del sudeste del Delta poblada por el pueblo ogoni, en 1957 se descubrió petróleo, al año siguiente las petroleras Chevron y Shell empezaron a explotar los pozos y como resultado de ello las fuerzas del gobierno expulsaron a muchos de los pobladores a cambio de una pequeña indemnización. A partir de la nueva constitución de 1979, el gobierno pudo expropiar y redistribuir legalmente cualquier tierra que estimara necesaria para la correcta explotación de los pozos.
Durante la década de 1980 aumentó el descontento de los ogonis porque su ecosistema, su economía y sociedad se fueron deteriorando con las expropiaciones. En 1992 se fundó el Movimiento para la Supervivencia del Pueblo Ogoni (MOSOP)  -encabezado por el dramaturgo y escritor ogoni Ken Saro-Wiwa-, que se convirtió en la organización de campañas importantes en representación del pueblo ogoni en su lucha por los derechos étnicos y ambientales. Sus adversarios principales son el gobierno y la empresa Shell.
A partir de diciembre de 1992, el conflicto entre los ogonis y la infraestructura del petróleo escaló a un nivel de mayor gravedad y la intensidad en ambos lados. Ambas partes comenzaron a llevar a cabo actos de violencia y el MOSOP lanzó un ultimátum a las compañías petroleras (Shell, Chevron y la Nigerian National Petroleum Corporation), exigiendo unos $10.000 millones en regalías acumuladas, daños y perjuicios, la "paralización inmediata de la degradación ambiental", y las negociaciones para un acuerdo mutuo en todas las perforaciones en el futuro.
Los ogonis amenazaron con movilizaciones masivas si las empresas no cumplían con sus exigencias, esperando con esto que las presiones llegaran al gobierno central más que al federal, que prácticamente no tenía poder sobre las petroleras, sumado a una mayor necesidad de ayuda proveniente del gobierno central que los había abandonado. El gobierno les respondió prohibiendo toda reunión pública y declaró que cualquier acto de perturbación a la industria se consideraría como traición a la patria. La extracción de petróleo de aquella región disminuyó considerablemente.
La represión empeoró en mayo de 1994, el día 21 de mayo los pueblos de los ogonis fueron ocupados por soldados y policías, el mismo día fueron brutalmente asesinados cuatro de los líderes más radicales del MOSOP. Saro-Wiwa, quien era más liberal, fue arrestado y se le prohibió volver a entrar en su tierra nativa. Las fuerzas de ocupación, encabezadas por el Mayor Pablo Okuntimo, afirmaron que buscarían y castigarían a los responsables de los crímenes, pero según testigos locales las tropas se dedicaron a reprimir duramente a los ogonis. A mediados de junio de ese año, Amnistía Internacional les acusó de terrorismo de Estado: las fuerzas de seguridad habían arrasado 30 pueblos, detenido a 600 personas y matado a más de 40. Esta cifra se elevó finalmente a 2.000 muertes de civiles y el desplazamiento de alrededor de 100.000 refugiados internos.
Saro-Wiwa y otros ocho líderes ogonis fueron arrestados y acusados del asesinato de los otros cuatro líderes asesinados. Ellos negaron los cargos, pero el tribunal especialmente convocado y elegido personalemente por el general Sani Abacha los condenó a muerte y fueron ahorcados el 10 de noviembre de 1995.
Las ejecuciones se encontraron con una respuesta internacional inmediata. El juicio fue muy criticado por organizaciones de derechos humanos y los gobiernos de otros estados, que condenó la larga historia del gobierno de Nigeria de detener a sus críticos, sobre todo en favor de la democracia y otros activistas políticos. La Mancomunidad de Naciones, que pidió clemencia, suspendió la membresía de Nigeria. Los Estados Unidos y la Unión Europea impusieron sanciones, excepto en cuanto a lo referente al petróleo.
Shell afirma que solicitó al gobierno de Nigeria para la clemencia en favor de los culpables,[cita requerida] pero que su solicitud fue rechazada. Sin embargo, un informe de Greenpeace de 2001 encontró que "dos testigos que acusaron (a Saro-Wiwa y los otros activistas) admitieron más tarde que Shell y los militares los habían sobornado con promesas de dinero y puestos de trabajo en Shell. Shell admitió haber dado dinero a los militares nigerianos, que brutalmente trataron de acallar las voces que se cobró la justicia".
A partir de 2006, la situación de conflicto en Ogoniland ha disminuido significativamente, con la asistencia de la transición a la democracia en 1999. Sin embargo, no se han hecho intentos por parte del gobierno o un organismo internacional para lograr la justicia mediante la investigación y el enjuiciamiento de los implicados en la destrucción y violencia ocurrida contra los ogonis a pesar de una demanda colectiva contra Shell en Estados Unidos por estos hechos.

## Conflicto entre los itsekiri y los ijaw (1997)
En la década de los noventa se vio un incremento de los enfrentamientos de los milicianos de las tribus de los itsekiri e ijaw, en particular en la ciudad de Warri. Tras vivir siglos en paz, la minoría itsekiri fue la primera en establecer contactos con los europeos que les suministraron armas desde el siglo XVI, a raíz de este proceso se hicieron tanto más agresivos en la búsqueda de los conocimientos y adelantos occidentales, utilizando lo adquiridos para presionar por sus ventajas comerciales, hasta la llegada de la Sir George Goldie África National Company (más tarde rebautizada como Royal Niger Company) en 1879. Gracias a su control de las rutas de comercio los itsekiri fueron mejor tratados durante el régimen colonial lo que causó el rencor de los ijaw, el grupo más numeroso del delta.
La independencia no disminuyó las tensiones, tras los descubrimientos de las reservas de petróleo a finales de los 1950 los beneficios esperados por la compra de la tierra, la nueva infraestructura y los numerosos puestos de trabajos aumentaron la competencia entre ambos pueblos. Se mantuvo una tensa calma producto del gobierno de los militares que impidieron el desarrollo de poderes políticos locales, pero tras morir Abacha en 1997 volvió a resurgir la política local. Esto motivó el aumento por el control de Warri, la mayor y más rica ciudad del delta, lo que ha llevado a las tribus ijaw, itsekiri y urhobo. Ese año cuando se trasladó la capital estatal a Ogidigben en territorio itsekiri desde Ogbe en tierras ijaw, lo que apoyaba los reclamos de los primeros sobre la disputada ciudad causaron grandes manifestaciones y disturbios con cientos de muertos y seis centrales de Shell ocupadas, tras esta crisis se regresó el concejo local a Ogbe y se han negociado acuerdos para que los distintos pueblos se reconozcan como iguales en derechos sobre las tierras y sus riquezas.

## Disturbios de los ijaw (1998-1999)
En diciembre de 1998 se formó el Consejo de la Juventud Ijaw (IYC) organización política civil que luchaba por los derechos e intereses de los ijaw, teniendo unos 4000 a 5000 militantes, creando la declaración de Kaiama en la que se acusa de que los ijaw han perdido el control de sus tierras por acción directa de las compañías petroleras, pidiendo a estas retirarse de su territorio. El IYC se comprometió a "luchar pacíficamente por la libertad, la autodeterminación y la justicia ecológica", y se preparó una campaña de celebración, la oración y la acción directa, Operación Cambio Climático, a partir del 28 de diciembre.
La respuesta del gobierno se dio ese mismo mes. Dos buques de guerra con 10 000 a 15 000 tropas ocuparon los estados de Bayelsa y Delta en el que el IYC se movilizaba. Al entrar los soldados en la capital del primer estado, la ciudad de Yenagoa, atacaron a los jóvenes que intentaban detener las actividades de las empresas petroleras. En la mañana del 30 de diciembre de 2000 jóvenes se manifestaron en la ciudad vestidos de negro y cantando los soldados les dispararon con ametralladoras, fusiles y gas lacrimógeno, matando al menos a tres y arrestando a 25 más. Otra marcha exigiendo la liberación de los detenidos fue reprimida matándose a tres manifestantes. El ejército declaró el estado de emergencia en todo el estado de Bayelsa, impuso un toque de queda del crepúsculo al amanecer, y reuniones prohibidas. En los retenes militares, los residentes locales fueron severamente golpeados o detenidos. Por la noche, los soldados invadieron viviendas particulares, aterrorizando a los residentes con las palizas y las mujeres y las niñas amenazándolas con la violación. 
El 4 de enero de 1999 un centenar de soldados salió desde la base Escravos en Chevron y atacaron los pueblos ijaw de Opia y Ikiyan, en el estado del Delta. El líder ijaw Bright Pablogba, fue llamado a negociar cuando apareció fue ametrallado junto a quienes le acompañaban. Más de 60 personas fueron muertas, los pueblos fueron completamente saqueadas e incendiados.
Sin embargo, Operación Cambio Climático continuó, e interrumpió los suministros de Nigeria durante la mayor parte del petróleo de ese año, apagando las válvulas a través del territorio Ijaw. En el contexto de alta conflictividad entre los Ijaw y el Gobierno Federal de Nigeria, el ejército llevó a cabo la matanza de Odi, matando a 43 a 2500 ijaw el 20 de noviembre. Las acciones posteriores contra las industrias petroleras incluyeron tanto acciones no violentas como ataques a trabajadores e instalaciones. En 2001 el IYC pasó a ser liderado por Mujahid Dokubo-Asari.

## Creación del NDDC
La Comisión de Desarrollo del Delta del Níger (NDDC) fue establecida por el presidente Olusegun Obasanjo, con el mandato exclusivo de desarrollo de la región del delta del Níger rico en petróleo del sur de Nigeria. Desde su inauguración en 2000, el NDDC se ha centrado en el desarrollo de infraestructura social, física, ecológica y la rehabilitación del medio ambiente y el desarrollo humano.

## Aparición de grupos armados en el delta (2003-2004)
Los disturbios y conflictos entre las distintas etnias unidos a un más fácil acceso a las armas ligeras llevaron a la militarización de la región. Funcionarios del gobierno nigeriano estuvieron involucrados en financiar la formación de grupos armados paramilitares esperando con esto garantizar la seguridad de la región cumplir sus propios intereses políticos. Los combates tienden a concentrarse en los estados de Delta y Rivers. 
Hasta 2003 el centro de los hechos violentos era Warri, pero este se trasladó a la zona de Port Harcourt cuando grupos formadas en su mayoría por ijaw armados de jóvenes descontentos (llamados cultos por el gobierno) empezaron a instalarse en los alrededores de su región, en su mayoría menores de 100 miembros. Estos grupos han formado con las guerrillas principales que les han proporcionado armas y entrenamiento. 
La intensa confrontación entre la NDPVF y NDV parece haber sido provocada por política de enfrentamiento de Asiri y el financiamiento del NDPVF a la campaña de Peter Odili, gobernador del estado de Rivers tras las elecciones de abril de 2003. Después de que Asari crítico públicamente el proceso de elección como fraudulento el gobierno Odili retiró su apoyo financiero de la NDPVF y comenzó a apoyar NDV, organizado como una organización de paramilitares contra la NDPVF.
La violencia posterior se produjo principalmente en el sureste de los pueblos ribereños y al suroeste de Port Harcourt, con los dos grupos que luchando por el control de las rutas de aprovisionamiento de combustible. Las conflagraciones estimularon actos violentos contra la población local, causando muchas muertes y el desplazamiento generalizado. La vida cotidiana civil se vio interrumpida, obligando a las escuelas y la actividad económica a cerrar lo que resulta en la destrucción de la propiedad extendida.
La campaña estatal contra el NDPVF de Asari, que comenzó públicamente la articulación de puntos políticos de carácter populista, antigobierno y de nacionalismo pan-ijaw y "autodeterminación". En consecuencia, el gobierno del estado respondió la escalada de la campaña en su contra mediante el envío de la policía, el ejército y la marina que ocupó Port Harcourt, en junio de 2004.
Las fuerzas del gobierno colaboró con el NDV durante el verano, y dieron protección a milicianos del NDV de los ataques de la NDPVF. Las fuerzas del Estado no protegieron a la población civil de la violencia y aumentado la destrucción de medios de vida de los ciudadanos. Se informó ampliamente que el ejército uso el conflicto como una excusa para atacar a las casas, alegando que los civiles inocentes fueron colaboradores del NDPVF, saqueando o destruyendo sus bienes. El NDPVF también acusó a los militares de llevar a cabo campañas de bombardeos aéreos contra varias aldeas, reduciéndolas a escombros, porque se creía que eran refugios del NDPVF y ocultar sus saqueos. El ejército lo niega, alegando que usó la fuerza aérea solo una vez en un verdadero esfuerzo para acabar con un bastión del NDPVF.
Civiles inocentes fueron asesinados también por NDPVF cuando este decidió disparar indiscriminadamente con el fin de involucrar a sus oponentes en fuegos cruzados. A finales de agosto de 2004 hubo varias batallas particularmente brutales en el paseo marítimo de Port Harcourt, y algunos barrios residenciales quedaron completamente destruidos después de que el NDPVF les prendiera fuego deliberadamente. En septiembre, la situación se acerca rápidamente a un clímax violento que llamó la atención de la comunidad internacional.

## Grupos armados

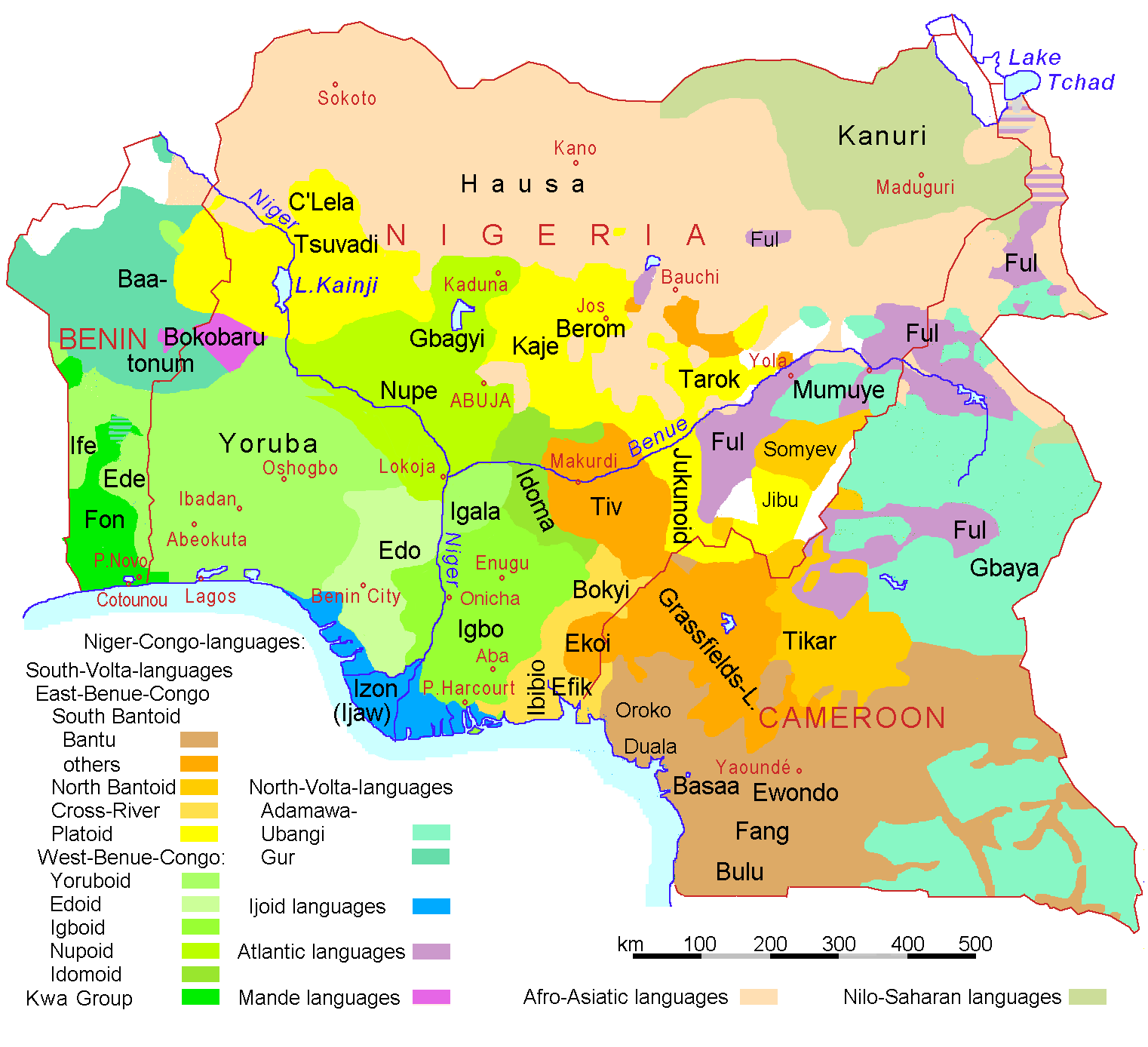
Mapa lingüístico de Benín, Nigeria y Camerún.

Los llamados cultos han formado alianzas con los grandes grupos armados, políticos y étnicos formados en el Delta, entre estos destacan:
- NDPVF: grupo armado creado por Asari en 2004 al perder el control del IYC ante Felix Tuodolor.[44] Lo componen principalmente los ijaw. En 2005 Asari fue encarcelado. El NDPVF con frecuencia ha exigido una mayor proporción de la riqueza petrolera de los gobiernos tanto estatal como federal, y en ocasiones ha apoyado la independencia de la región del Delta. El IYC dio apoyo financiero a la campaña de Peter Odili, gobernador del estado de Rivers tras las elecciones de abril de 2003. Después de que Asari crítico públicamente el proceso de elección como fraudulento, Odili retiró su apoyo financiero al NDPVF y comenzó a apoyar NDV de Tom, usándolo como grupo paramilitar para acabar con el NDPVF.
- NDV: de Ateke Tom, fundada en 2003. El grupo está compuesto principalmente por ijaw, opera en los alrededores de Port Harcourt y su objetivo principal es controlar los vastos recursos de la zona rica en petróleo. Opera como un grupo paramilitar rival del NDPVF.
- MEND: fundado por Godswill Tamuno y Jomo Gbomo en diciembre de 2005.[44] Es una de los más grandes grupos armados del Delta. La organización pretende exponer la explotación y la opresión de los pueblos del delta del Níger y la devastación del medio ambiente natural por la colaboración público-privada entre el Gobierno Federal de Nigeria y las empresas involucradas en la extracción de petróleo en el delta del Níger. El MEND se ha vinculado a los ataques contra las operaciones petroleras en Nigeria como parte del conflicto en el Delta del Níger, la participación en acciones como el sabotaje, robo, destrucción de la propiedad, guerrillas, y secuestros. Tiempo después el grupo empezó a dividirse en varias facciones regionales, occidental, central y oriental formadas todas ya para 2007.[24] En ese año la facción occidental tenía entre mil y tres mil miembros al mando de Henry Okah, la central se componía de dos campos de entrenamiento, Boyloaf con 800 a 1800 guerrilleros y Farah con 750 a 1000 hombres, todos leales a sus antiguos dirigentes y el oriental al mando de Soboma George incluye 4000.[24]
- JRC: Formado en enero de 2006, grupo armado que trata de agrupar y la acción común de los distintos grupos guerrilleros, agrupa al MEND, al RNDPVF y a la MB, los integra al comité de negociaciones NDTC.[45] Su vocera es Cynthia White.[44] Tras ser arrestada fue reemplazada como nuevo líder de la organización por Edwin Clark.[46]
- GRAND: grupo armado guerrillero menor, liderado por Sam Ebiye quién fue asesinado en 2009.
- FNDIC: grupo armado de la etnia ijaw, fundado por el doctor Oboko Bello con el apoyo del gobernador del estado del Delta Ekpemupolo, apodado "Tom Polo". Ayudó a intimidar a las petróleras cometiendo actos ilícitos, en 2005 tenía unos 3000 miembros operando en la región de Warri.[24]
- MASSOB: grupo formado en 1999, es un movimiento secesionista con el fin de asegurar el resurgimiento del estado desaparecida de Biafra en Nigeria. Dirigida por un abogado de la India, Ralph Uwazuruike, con sede en Okwe, en el distrito Okigwe del estado de Imo. En 2004, 300 de sus miembros fueron arrestados en diversos operativos. Actualmente cerca de 1000 de sus miembros están en la cárcel.[47][48]
- OPC: también llamado OLM o RCN, formado por militantes nacionalistas yorubas, opera en Benín y el suroeste de Nigeria. Formado por el grupo elite de este pueblo liderada por Frederick Fasehun, formada en 1997, dos años después surgió una facción separada como rechazo de Ganiyu Adams al poder de Fasehun. En diciembre de 1999 tras un Congreso de la organización, se decidieron crear milicias de autodefensas ante los ataques de hausas armados contra yorubas en el norte nigeriano.[49]
- BAMOSD: pide la independencia de la península de Bakassi, territorio en disputa entre Nigeria y Camerún, para crear la República Democrática de Bakassi. Fundada en 2006, tras lanzar una declaración de secesión en agosto de ese año, uno de sus primeros líderes, Tony Ene Asuquo, murió un mes después en un misterioso accidente de auto. Ha participado en acciones de secuestro y terrorismo sobre todo por el Bakassi Freedom Fighters, facción armada rádical del grupo, recibe apoyo de la SCAPO y del NDDSC. Su líder actual es Ebi Dari.

- Bakassi Boys: grupo de vigilancia, opera en territorio igbo, armados con armas de fuego y machetes, acusados de abusos y violación de derechos humanos. Surgidos tras la democrátizacion del país.[50]

- APC: grupo armado que opera en el norte nigeriano para proteger los intereses de los musulmanes hausas y fulanis. El grupo se inició formalmente el 13 de diciembre de 1999. Fue presidido por un oficial retirado del ejército, el general de brigada Sagir Muhammad, que había sido un agente de la Dirección de Inteligencia Militar. La APC tiene un lema "para preservar la indivisibilidad del país". El grupo creó unas autodefensas en respuesta a la militarización de los yorubas del OPC. La aparición de los grupos militantes como el APC y el OPC es uno de los factores que alimentan la violencia entre comunidades en Nigeria. En enero de 2000, el inspector general de la policía, Musiliu Smith, anunció una recompensa por Gani Adams, líder del ala de la juventud militante de la OPC. La APC rápidamente triplicó la cifra para quién los beneficiera a ellos. En declaraciones a la Conferencia de Gobernadores del Sur en enero de 2001, Chimaroke Nnamani, el gobernador del Estado de Enugu, dijo que el surgimiento de estos grupos se debió a la incapacidad de la policía federal a proporcionar una adecuada vigilancia policial debido a sus pocos miembros.

Entre las milicias, guerrillas y "cultos" más pequeños se mencionan: la Delta Militant Force Squad (NDMFS), la Niger Delta Strike Force (NDSF), la Grand Alliance, las Niger Delta Coastal Guerillas (NDCG), el South-South Liberation Movement (SSLM), el Movement for the Sovereign State of the Niger Delta (MSSND), el Meinbutus, el November 1895 Movement, el ELIMOTU, los Arogbo Freedom Fighters, el Iduwini Volunteer Force (IVF), el Niger Delta People’s Salvation Front (NDPSF), la Coalition for Militant Action (COMA), los Greenlanders, los Deebam, los Bush Boys, el Ku Klux Klan (KKK), los Black Braziers y los Icelanders. En total más de 50 grupos armados.
Un estudio del Academic Associates PeaceWorks (AAPW) realizado en 2007 estimaba que en su conjunto las fuerzas armadas irregulares existentes, que incluyen milicias tribales, guerrillas políticas y bandas criminales y de narcotraficantes, sumaban un total de 60 000 combatientes, de los que 25 000 están en el estado de Delta (con un arsenal de 10 000 armas).

## La crisis del petróleo de Nigeria
A inicios de septiembre de 2004 el presidente Olusegun Obasanjo ordena una ofensiva contra el NDPVF, a lo que Asari respondió declarando la guerra al estado nigeriano, así como las empresas petroleras y amenazó con interrumpir las actividades de producción de petróleo a través de ataques en los pozos y tuberías. Esto rápidamente provocó una gran crisis al día siguiente, el 26 de septiembre, Shell evacuaron 235 personal no esencial de dos yacimientos de petróleo, reduciendo la producción de petróleo en 30 000 barriles por día (4800 m³/día).

## Campaña de 2006
Desde inicios de 2006 el MEND lanzó varios ataques contra las instalaciones petroleras. El MEND es parte del JRC que agrupa al MB, grupo fundado por White ese año, tras dejar de ser portavoz del NDPVF. El JRC se halla controlado por el MB.
En agosto el ejército lanzó una feroz ofensiva contra los rebeldes, con embarcaciones patrullando en las aguas y milicianos cazándoles por tierra, se revisaron todos los botes civiles en busca de armas y se atacaron varios escondites rebeldes. Las justificaciones dadas fueron el aumento de los secuestros en la zona, se bloquearon las rutas, sobre todo en la costa, dejándolas con unidades de vigilancia llamadas de la JTF, que incluyen tropas del ejército, la policía, la marina y la fuerza aérea, fundada en 2003 para enfrentar las operaciones subversivas en el Delta.

## Campaña de 2009
El 13 de mayo de 2009 el JTF lanzó una ofensiva contra el MEND. La ofensiva fue una respuesta a los secuestros de 18 soldados nigerianos y 15 marinos extranjeros. Miles de nigerianos han huido de sus aldeas y cientos de ellos podrían haber muerto a causa de la ofensiva. Cerca de 20 000 aldeanos ijaw quedaron atrapados en sus pueblos donde se llevaron a cabo las ofensivas y otros, de entre 3000 y 10 000, huyeron.

## Intentos de desmovilización de 2009
El 26 de junio de 2009, el gobierno de Nigeria anunció que concedería la amnistía o indulto incondicional a los militantes en el delta del Níger a las que iba a durar sesenta días que empezará el 6 de agosto de 2009 y finalizó el 4 de octubre de 2009. El expresidente de Nigeria, Umaru Musa Yar'Adua, firmó la amnistía previa consulta con el Consejo Nacional de Estado. Durante el período de sesenta días, jóvenes armados estaban obligados a entregar sus armas al Gobierno a cambio de capacitación y rehabilitación por el gobierno. Cerca de 15 000 combatientes abandonaron las armas.
Durante los sesenta días período de militantes llevaron a sus grupos a entregar las armas que incluye, granadas propulsadas por cohetes, pistolas, explosivos, municiones e incluso barcos de guerra han sido entregados al gobierno. Sin embargo, gran parte de los combatientes aún permanecen activos.